# Championnat d'Israël de hockey sur glace

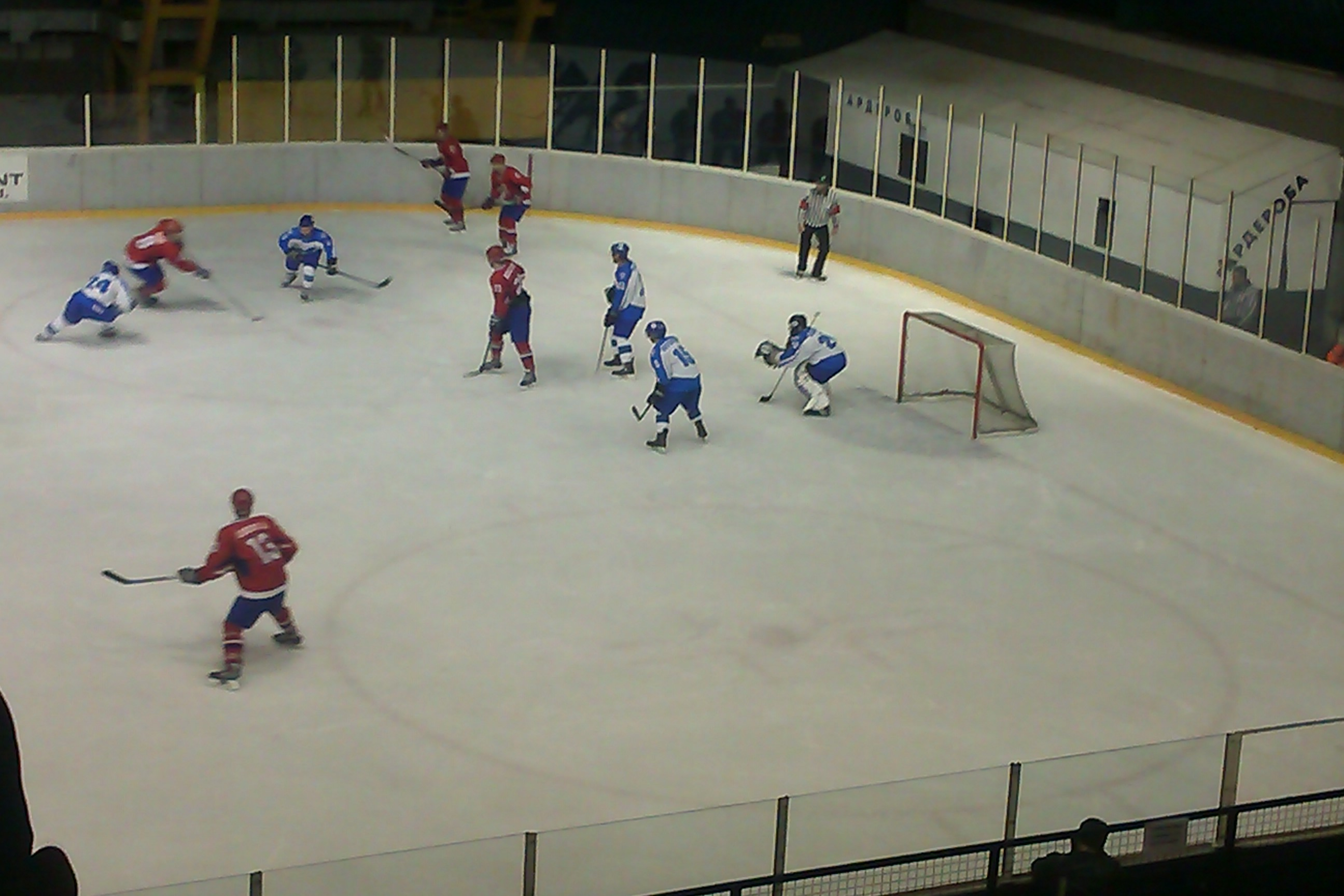

Le championnat d'Israël de hockey sur glace (en hébreu : ליגה הוקי קרח הישראלית) est le meilleur niveau de hockey sur glace en Israël. Pour la saison 2017-2018, 10 équipe disputent la ligue.

## Équipes
- Hawks d'Haïfa
- Devils de Rishon
- Monfort Ma'alot
- HC Bat Yam
- Horses de Kfar Saba
- Dragons de Nes Ziona
- Hitmen de Raanana
- Ninjas d'Holon
- Maccabi Metulla Eggenbreggers

### Anciennes équipes
- HC Jérusalem
- Capitals de Jérusalem
- HC Tel-Aviv
- HC Holon
- HC Ramat-Gan
- Lions de Jérusalem
- HC Maccabi Amos Lod
- HC Ramat-Gan
- HC Metulla
- HC Haïfa
- HC Bat Yam
- Haïfa Hawks

## Palmarès
- 1991 - HC Haïfa
- 1992 - HC Haïfa
- 1993 - Pas de compétition
- 1994 - HC Haïfa
- 1995 - HC Bat Yam
- 1996 - Lions de Jérusalem
- 1997 - Lions de Jérusalem
- 1998 - Maccabi Lod
- 1999 - HC Metulla
- 2000 - HC Maalot
- 2001 - Maccabi Lod
- 2002 - HC Maalot
- 2003 - HC Maalot
- 2004 - HC Maccabi Amos Lod
- 2005 - HC Maccabi Amos Lod
- 2006 - Hawks Haïfa
- 2007 - Hawks Haïfa
- 2008 - Hawks Haïfa
- 2009 - HC Herzliya
- 2010 - HC Maalot
- 2011 - HC Metulla
- 2012 - Maccabi Metulla
- 2013 - Devils de Rishon
- 2014 - Devils de Rishon
- 2015 - Devils de Rishon
- 2016 - HC Bat Yam
- 2017 - Devils de Rishon